# Rivellia severini
Rivellia severini är en tvåvingeart som beskrevs av Blanton 1937. Rivellia severini ingår i släktet Rivellia och familjen bredmunsflugor. Inga underarter finns listade i Catalogue of Life.